# Kristallen 2006
Liksom föregående års gala gick 2006 års upplaga av stapeln på Annexet vid Globen i Stockholm. Den 11 september 2006 med start kl. 20:00 direktsändes den två timmar långa galan i TV 4. Antalet statyetter var detta år utvidgat till 16 stycken, två fler än året innan – dock hade programledarpriserna minskats från två till ett. 

## Jurypriser

### Årets game show
Vinnare: På spåret (SVT) 
Nominerade:
- Doobidoo (SVT)
- Postkodmiljonären (TV 4)
- Deal or no deal (TV 4)
- Jeopardy! (TV 4)

### Årets underhållningsprogram
Vinnare: Let's Dance (TV 4) 
Nominerade:
- Högsta Domstolen (SVT)
- Så ska det låta (SVT)
- Melodifestivalen (SVT)
- Idol 2005 (TV 4)

### Årets infotainmentprogram
Vinnare: Svenska dialektmysterier (SVT) 
Nominerade:
- 45 Minuter (TV 3)
- Ett herrans liv (Kanal 5)
- Stina om... (SVT)
- Carin 21:30 (SVT)

### Årets reality
Vinnare: FC Z (ZTV) 
Nominerade:
- Expedition Robinson (TV 3)
- Malmvägen (Kanal 5)
- Stjärnorna på slottet (SVT)
- Matchen (TV 4)

### Årets dramaprogram
Vinnare: Lasermannen (SVT) 
Nominerade:
- Kronprinsessan (SVT)
- Medicinmannen (TV 4)
- Möbelhandlarens dotter (SVT)
- God morgon alla barn (SVT)

### Årets humorprogram inklusive sit-com
Vinnare: 100 höjdare (Kanal 5) 
Nominerade:
- Extra! Extra! (TV 3)
- Rallarsving (ZTV)
- Hey Baberiba (TV 4)
- Stockholm Live (SVT)

### Årets barnprogram
Vinnare: Hjärnkontoret (SVT) 
Nominerade:
- Lilla Sportspegeln (SVT)
- Lattjo Lajban (TV 4)
- Jonson & Pipen (TV 4)
- Doktor Mugg (TV 4)

### Årets faktaprogram
Vinnare: Josefsson (SVT) 
Nominerade:
- Uppdrag granskning (SVT)
- Veteran-TV (UR)
- Cold Case Sverige (TV 4)
- Rosa Bandet - Bröstgalan (TV 3)

### Årets livsstilsprogram
Vinnare: Grattis Världen (Kanal 5) 
Nominerade:
- Roomservice (Kanal 5)
- Äntligen hemma (TV 4)
- Du är vad du äter (TV 3)
- Antikrundan (SVT)

### Årets aktualitetsprogram
Vinnare: Rapport (SVT) 
Nominerade:
- Insider (TV 3)
- Efterlyst (TV 3)
- Agenda (SVT)
- Nyheterna (TV 4)

### Årets dokumentärprogram
Vinnare: Lasermannen – Dokumentären (SVT) 
Nominerade:
- Generation Tsunami (SVT)
- Det handlar om ett barn (TV 4)
- Jocke hette Sussies man (SVT)
- Hans Rausing - den evige entreprenören (TV 8)

### Årets sportprogram
Vinnare: Liga Europa (Kanal 5) 
Nominerade:
- Studio F1 (TV 3)
- Champions League (TV 6)
- Vinter-OS i Turin (SVT)
- Sportspegeln (SVT)

## Publikpriser

### Årets program
Vinnare: Så ska det låta (SVT) 
Nominerade:
- Drömsamhället (UR)
- FCZ (ZTV)
- Hey Baberiba (TV 4)
- Roomservice (Kanal 5)

### Årets programledare
Vinnare: Peter Settman (SVT) 
Nominerade:
- Emil Nikkhah (UR)
- Robert Aschberg (TV 3)
- David Hellenius (TV 4)
- Filip & Fredrik (Kanal 5)

## Stiftelsepriser
För stiftelsepriserna anges inte några nominerade. 

### Årets förnyare
Vinnare: Filip Hammar och Fredrik Wikingsson (Kanal 5)

### Hederspriset
Vinnare: Magnus Härenstam (TV4)

## Sammanfattning av utfallet år 2006
| Kanal   | nominerade | vinnare | stiftelsepriser |
| ------- | ---------- | ------- | --------------- |
| SVT     | 28         | 9       |                 |
| TV 4    | 14         | 1       | 1               |
| TV 3    | 7          |         |                 |
| Kanal 5 | 7          | 3       | 1               |
| UR      | 1          |         |                 |
| ZTV     | 2          | 1       |                 |
| TV 8    | 1          |         |                 |
| TV 6    | 1          |         |                 |